# بلال تيزي بوعلي
بلال تيزي بوعلي (14 ديسمبر 1997) هو لاعب كرة قدم جزائري، يلعب كمدافع لنادي شبيبة برج منايل.

## روابط خارجية
- بلال تيزي بوعلي على موقع قاعدة بيانات كرة القدم.إي يو (الإنجليزية)
- بلال تيزي بوعلي على موقع Soccerway.com (الإنجليزية)
- بلال تيزي بوعلي على موقع عالم كرة القدم.نت (الإنجليزية)